# Ватикан
Държавата град Ватикан (официално на италиански: Stato della Città del Vaticano; на латински: Status Civitatis Vaticanæ) е най-малката суверенна държава в света – както по площ, така и по население.
Площта ѝ е около 49 хектара, а населението – 842 жители. Разположена е на Ватиканския хълм в западната част на Рим, столицата на Италия, и е изцяло заобиколена от града.
Това е църковна държава (вид теокрация), управлявана от епископа на Рим – папата. Всички най-висши държавни функционери са католически духовници от различни националности. Независимият град държава е основан през 1929 г. с Латеранския договор между Светия престол и кралство Италия. Според условията на договора, Светият престол има „пълна собственост, изключителна суверенна власт и юрисдикция“ над града държава.
На територията на Ватикана се намират религиозни и културни обекти, като например Базиликата Св. Петър, Сикстинската капела и Ватиканските музеи. Те разполагат с някои от най-известните картини и скулптури в света. Уникалната икономика на Ватикана се поддържа финансово от продажбата на пощенски марки и туристически сувенири, такси за допускане до музеи, както и продажбата на публикации.
При употреба на български името на държавата се членува със спазване на правилата за пълен и кратък член.

## География
Името „Ватикан“ предхожда християнството и идва от латински Mons Vaticanus, което означава връх Ватикан. Отделен от града, на западния бряг на река Тибър, този район е защитен с включването му зад крепостните стени от Лъв IV, които по-късно са разширени в укрепени стени при Павел III, Пий IV и Урбан VIII.
При влизането в сила на Латеранските договори от 1929 г., границите на предложената територия са повлияни от факта, че голяма част от нея вече е заградена. Част от границата е оформена от самите сгради, а за една малка част от нея е построена модерна стена.
Ватиканът е разположен в южната част на Европа. С площ едва 0,44 km² (440 декара), той заема едноименния хълм в западната част на град Рим. Общата дължина на държавната граница е 3,2 km. В по-голямата си част тя съвпада с построената през Средновековието отбранителна стена. Пред площада „Свети Петър“, който е и официален вход към Ватикана, границата е обозначена с бели камъни, вградени в настилката. На около 300 m източно от входа към площада се намира река Тибър, а разстоянието до брега на Средиземно море е около 18 km в югозападна посока.
В югозападната част на Ватикана, освен площад „Свети Петър“, се намира и базиликата „Свети Петър“, смятана за най-голямата католическа църква в света. На север от тях се намират Ватиканските музеи и други административни и религиозни сгради. По-голямата част от западната половина на Ватикана е заета от Ватиканските градини – парков комплекс, чието начало е поставено още през Ренесанса.
Все още няма паспортни проверки за посетителите, които идват във Ватикана от заобикалящата го територия на Италия. Има безплатен обществен достъп до площад Свети Петър и базиликата и в отделни случаи до залата, в която се провеждат папските аудиенции. За тези аудиенции и за големи церемонии в базиликата и на площад „Свети Петър“ билетите са безплатни, но трябва да бъдат получени предварително. Ватиканските музеи, включващи Сикстинската капела, имат такса за вход. Няма публичен достъп до градините, но могат да бъдат уредени екскурзии до градините и до разкопките под базиликата за малки групи.

## История

### Ранна история
Името Ватикан вече е в употреба по време на Римската република, използвано за блатиста област на западния бряг на река Тибър, в покрайнините на разположения на отсрещния бряг град Рим. В началото на първото хилядолетие блатата са пресушени от Агрипина Старша, която изгражда на Ватиканския хълм нови градини. Нейният син, император Калигула, започва да строи там арена за колесници, която е завършена при император Нерон, и става известна като Цирк на Нерон. Калигула организира и пренасянето от Египет на обелиска, разположен днес в центъра на площад „Свети Петър“.
Още преди идването на християнството се предполага, че тази първоначално необитаема част на Рим се смята за свещена, или поне че не е на разположение за обитаване.
Особено ниското качество на водата във Ватикана, дори и след рекултивацията на зоната, води до много смъртни случаи сред войниците. Когато галите и германците не понасат жегата и пият от потока, техните вече изтощени тела отслабват още повече и стават лесна плячка за болести.
Циркът на Нерон, разположен частично под южната част на днешната базилика „Свети Петър“, става едно от местата, на които в средата на 60-те години на първи век по обвинението за предизвикване на пожара, унищожил по-голямата част от Рим са измъчвани много християни. Според древно предание, сред тях е и свети Петър, разпънат на кръст с главата надолу и погребан в общ гроб край арената, на мястото на днешната църква. От другата страна на цирка, през Античността са разположени погребални паметници, мавзолеи и малки гробници, както и жертвеници на езическите богове на всички видове политеистични религии, които просъществуват до изграждането на Константиновата базилика „Св. Петър“ в първата половина на IV век. Останки от този древен некропол излизат наяве спорадично по време на ремонти от различни папи през вековете, особено по време на Възраждането, докато са систематично изкопани със заповед на папа Пий XII от 1939 до 1941 г.
През 326 година, по времето на император Константин I, на мястото на предполагаемия гроб на свети Петър, вече смятан за основател на Римската църква, е изградена Константиновата базилика. Около нея постепенно се изграждат допълнителни сгради, свързани с култа към светеца. В края на V век папа Симах построява в близост до църквата нов дворец.

### Папска държава
Папската държава е територия на италианския полуостров под суверенното пряко управление на папата от 756 до 1870 г. Началото на Папската държава е положено през 756 г. от франкския крал Пипин III, който подарява на папа Стефан III територията на бившия Равенски екзархат – акт останал в историята под името „дар на Пипин“. През XV век Папската държава играе ролята на балансьор между различните италиански държавици. Тя е сред най-големите държави на Апенинския полуостров от средата на осми век до обединението на Италия под водачеството на кралство Пиемонт-Сардиния през 1861 г.
През 1861 г. голяма част от територията на Папската държава е завладяна от кралство Италия, като под контрола на папата остава само областта Лацио, включително Рим. През 1870 г. папството губи властта си и над тях (в т.ч. и над Ватикана) и в следващите 59 години не притежава никаква физическа територия.

### Конфликт с Италия и Латерански договори
Папската държава, просъществувала в продължение на 1114 години е напълно ликвидирана през 1870 г. в резултат на поредицата от военни конфликти за обединението на Италия. Папите от 1870 г. до 1929 г. не признават създаденото по този начин Италианско кралство, като са принудени по време на понтификата си да остават изолирани в частта от Рим, известна днес като Ватикан, призовавайки всички католици да бойкотират политическия живот в италианската държава.
Държавата Ватикан е създадена на 11 февруари 1929 г., когато италианският фашистки лидер Бенито Мусолини слага край на кризата между обединена Италия и Ватикана, подписвайки Латеранските договори за гарантиране на суверенитета на града държава. Името си договорът дължи на Латеранския дворец, където е сключен.
Като цяло договорите се състоят от три части – същински договор, финансова конвенция и конкордат. С тях правно са регулирани взаимните претенции между италианската държава от една страна, и папският престол от друга. Основните клаузи засягат територията на Ватикана, правата и привилегиите на католическата църква и т.н.

### По време на Втората световна война
Светият престол, под ръководството на папа Пий XII води политика на неутралитет по време на Втората световна война. И германските войски окупирали град Рим през септември 1943 г. и съюзниците през 1944 г. зачитат Ватикана като неутрална територия. Един от основните дипломатически приоритети на епископа на Рим е да се предотврати бомбардирането на града; папата протестира дори когато брошури, разхвърлени със самолети над Рим, попадат на територията на Ватикана. Той твърди, че дори само няколко такива в рамките на града държава нарушават неговия неутралитет. Британската политика, изразена в протокола от заседание на кабинета, гласи че не трябва в никакъв случай да се безпокои Ватикана, но че действията на британската армия по отношение на останалата част от Рим ще зависят от това доколко италианското правителство спазва правилата на войната. От своя страна САЩ се противопоставят на военни действия срещу италианската столица, страхувайки се, че ще засегнат чувствата на католическите членове на военните си сили, но в същото време отбелязват, че не могат да спрат британците, ако искат да бомбардират Рим. Британците безкомпромисно заявяват, че ще бомбардират Рим, ако нуждите на войната го налагат. През декември 1942 г. британски пратеници препоръчват на Светия престол да обяви Рим за „отворен град“, но Мусолини отхвърля предложението, когато Светият престол го препраща до него. Във връзка с нахлуването на съюзническите сили в Сицилия на 19 юли 1943 г. 500 американски самолета хвърлят бомби над Рим – по-конкретно над железопътните възли. Около 1500 души са убити, а самият папа Пий XII, който в предходния месец изказва сериозни опасения, че това може да се случи, отива до мястото на трагедията. Още едно въздушно нападение е проведено на 13 август 1943 г. – след като Мусолини временно е свален от власт. На следващия ден, новото правителство обявява Рим за отворен град, след като се консултира със Светия престол за текста на декларацията, но британците обявяват, че няма да признаят Рим като такъв.

### След войната
Папа Пий XII се въздържа от ръкополагане на кардинали по време на Втората световна война, поради което в нейния край вече има няколко свободни места за видни длъжностни лица: кардинал-държавен секретар, кардинал-камерлинг, канцлер и префект на религиозната конгрегация. Това е причината в началото на 1946 г. Пий XII да ръкоположи 32 кардинала.
Папските военни структури, с изключение на швейцарската гвардия, са разпуснати по волята на Павел VI, както е отбелязано в писмо от 14 септември 1970 г. Жандармерията на корпуса е преобразувана в гражданска полиция и сили за сигурност.
През 1984 г. ново споразумение между Светия престол и Италия модифицира някои по-ранни разпоредби в договора, включително и позицията на католицизма като италианска държавна религия – статут, въведен от кралство Сардиния през 1848 г.
Строителството през 1995 г. на нова къща за гости, „Domus Sanctae Marthae“, в непосредствена близост до базиликата „Свети Петър“ е критикувано от италианските екологични групи, подкрепени от италианските политици. Те смятат, че новата сграда ще блокира изгледа към базиликата от близките италиански апартаменти. За кратко време плановете обтягат отношенията между Ватикана и италианското правителство. Ръководителят на катедрата по технически услуги на Ватикана енергично отхвърля предизвикателствата и посегателствата върху правото на държавата Ватикана да строи в рамките на своите граници.

## Държавно устройство
Ватиканът е абсолютна теократична монархия. Държавен глава на Ватикана е папата. В неговите ръце е съсредоточена законодателната, изпълнителната и съдебната власт. Папата се избира от кардиналско събрание (конклав) и изпълнява функциите на държавен глава пожизнено.
Ватиканът е независима държава и като такава има всички атрибути на държава съгласно международното право – поддържа дипломатически отношения с други държави, има собствени посолства и дипломатически мисии, международни паспорти и т.н.

### Политическа система

#### Законодателна власт
Еднокамарна първосвещеническа комисия за града държава Ватикана, която се назначава от папата, действа като законодателна власт, предлага законодателство и политика на папата. Преди влизане в сила, законите и политиките, приети от Комисията, трябва да бъдат одобрени от Върховния понтиф чрез Секретариата на държавата, и да бъдат публикувани в притурката на Acta Apostolicae Sedis на италиански език.
„Съветниците на държавата“ дават консултации при изготвянето на всяко законодателство. Те могат да се консултират или самостоятелно, или заедно.

#### Изпълнителна власт
Папата е официален владетел на Ватикана. Той делегира изпълнителната власт на председателя на Комисията на града държава Ватикана, който е официален президент на правителството. Президентът се назначава от папата за срок от пет години, но може да бъде отстранен по всяко време от него. Той докладва по всички важни въпроси на Секретариата, главният консултативен орган на папата по всички въпроси, дори ако те принадлежат към специфичната компетентност на Комисията за Ватикана, или например на Конгрегацията за католическото образование. Ватикана не поддържа преки дипломатически отношения с други държави. Неговите външни отношения се управляват от Светия престол.

#### Съдебна власт
Ватикана има правна система, различна от тази на Италия. Съдебната власт на папата се упражнява чрез префекта на Върховния съд на Апостолическия подпис, тъй като той по закон служи също като председател на Касационния съд на Ватикана (най-високият апелативен съд).
Населението на страната е няколкостотин души, като в нея всеки ден влизат хора с цел работа, а около 18 милиона я посещават всяка година. За една година нейните съдилища разглеждат 640 граждански дела и 226 наказателни дела. Наказателните дела обикновено са за дребни престъпления като джебчийство. Ако тези престъпления се извършват на площад Свети Петър, извършителите могат да бъдат арестувани и съдени от италианските власти, тъй като тази област е обикновено патрулирана от италианската полиция.
Съгласно условията на член 22 от Латеранския договор, Италия по искане на Светия престол, може да накаже лица за престъпления, извършени в рамките на Ватикана и да предяви иск към лицето, извършило престъплението, ако то потърси убежище на италианска територия. Лицата, обвинени в престъпления, признати като такива, както в Италия, така и във Ватикана, които са извършени на италианска територия, се предават на италианските власти, ако те потърсят убежище във Ватикана.
Ватикана не разполага със затвори с изключение на няколко килии за временно задържане. Хората, осъдени за извършване на престъпления във Ватикана, излежават присъдата в италианските затвори.

### Въоръжени сили и сигурност
Ватиканът няма собствени въоръжени сили, въпреки това Швейцарската гвардия се грижи за сигурността в страната.
До 1970 г. са съществували 4 вида въоръжени сили: Дворянска гвардия, Палатинска (дворцова) гвардия, Папска жандармерия и Швейцарска гвардия. През 1970 г. папа Павел VI реформира въоръжените сили, ликвидирайки първите три вида и оставяйки за охрана на държавата само Швейцарската гвардия, основана през 1506 г. През 2002 г. Йоан Павел II възстановява жандармерията, но оттогава тя изпълнява само полицейски функции и не е част от въоръжените сили. В края на 2005 г. охраната се състои от 134 членове. Съществува специално споразумение между Светия престол и Швейцария. Всички служители трябва да са католици, неженени мъже с швейцарско гражданство, които са завършили основното си обучение в швейцарските въоръжените сили с удостоверение за добро поведение, на възраст между 19 и 30 години, и са най-малко 174 cm височина.
Любопитен факт е, че макар и формално, в процентно съотношение Ватиканът е най-милитаризираната държава в света. По данни за 2005 г. при тогавашно население от 557 граждани, 101 са военни на действителна военна служба, което представлява 18% от населението и превъзхожда повече от три пъти втората страна по този показател – Северна Корея (4,9%).
Униформата на гвардейците е изработена от италианския художник и скулптор Микеланджело. Днешният вид на униформите обаче е дело на един от командирите на армията, Жул Репон (1910 – 1921). Тъмносиньото и жълтото на ивици са традиционните цветове, познати на всички. Папа Лъв X прибавя червеното в чест на рода, от който произлиза – Медичите.

### Международни отношения
Ватиканът е призната национална територия съгласно международното право, но Светият престол е този, който установява дипломатически отношения от негово име, в допълнение на собствената дипломация, сключвайки международни споразумения от негово име. По тази причина Ватиканът няма своя собствена дипломатическа служба.
Поради ограниченото пространство, той е една от малкото страни в света, която не е в състояние да има посолства на собствена територия. Чужди посолства на Светия престол са разположени в Рим, само по време на Втората световна война е имало служители на някои посолства, акредитирани към Светия престол – като например на Обединеното кралство, докато Рим е окупиран от силите на Оста и на Германия, когато съюзницитете контролират Рим.
Въпреки това градът държава участва в някои международни организации, които са малобройни в сравнение с тези, в които участва Светият престол – или като член или със статут на наблюдател.

## Култура
Ватиканът сам по себе си е с голяма самостоятелна културна значимост. Сгради като базиликата Св. Петър и Сикстинската капела са място на изключителни произведения на изкуството на едни от най-известните художници в света като Ботичели, Бернини и Микеланджело. Във Ватиканската библиотека и Ватиканските музеи има произведения от изключителна историческа, научна и културна значимост. През 1984 г. Ватиканът е включен от ЮНЕСКО към списъка на световното културно и природно наследство. Той е също така пазител на латинския език посредством папската академия. Туризмът също е важна част от живота на Ватикана.

## Икономика
Ватиканът има нестопанска планова икономика. Бюджетът на града държава Ватикана включва Ватиканските музеи, пощата и се издържа финансово от продажбата на пощенски марки, монети, медали и туристически сувенири, както и от такси за вход до музеи, от продажбите на публикации и дарения от католиците от целия свят. По-голямата част от работещите (музейни прислужници, градинари, портиери и др.) са граждани на Италия. Доходите им и жизненият им стандарт са сравними с тези на колегите им, които работят в Рим. Други индустрии включват печат, производство на мозайки и производството на униформи. Ватиканът има и аптека.
За 2011 г. бюджетът на Ватикана е 308 милиона щатски долара.
Ватиканът има собствена банка, по-известна под името „Институт за религиозните дела“, която провежда финансови операции по цял свят. Банката има банкомат с инструкции на латински, вероятно единственият такъв банкомат в света.
Градът държава има и електростанция.
Издава и собствени монети и печати. Използва еврото като собствена валута от 1 януари 1999 г., благодарение на специално споразумение с Европейския съюз (Решение 1999/98). Поради своята рядкост, ватиканските евромонети са много търсени от колекционерите.
На 24 февруари 2014 г. Ватиканът обявява, че създава Секретариат по икономика, който да отговаря за всички икономически, финансови и административни дейности на Светия престол и Ватикана, начело с кардинал Джордж Пел. Това става след като двама висши духовници, включително монсеньор са уличени в престъпления, по-специално пране на пари.

## Демография

### Население и езици
Почти цялото население на Ватикана са служители на католическата църква.
Към 31 декември 2005 г. от 557 поданици на Светия престол 58 са кардинали, 293 са духовенство и са членове на папските представителства, 62 души са останалите членове на духовенството, 101 – членове на швейцарската гвардия, а останалите 43 – обикновени цивилни.
Етнически, повечето граждани са италианци, с изключение на членовете на швейцарската гвардия. Временното население включва около 2400 италианци, работещи там, но живеещи извън града държава.
Ватиканът няма приет официален език, но за разлика от Светия престол, който най-често използва латински за своите официални документи, Ватиканът използва само италиански в своето законодателство и официалните съобщения. Италианският е също ежедневният език, използван от повечето от тези, които работят в държавата. В швейцарската гвардия, немският е езикът, използван за даване на команди, но отделните членове на охраната дават клетва за вярност на собствените си езици: немски, френски, романшки или италиански. Официалните езици на страницата на Ватикана са италиански, английски, френски, немски и испански.

### Гражданство
Поданиците на Ватикана имат паспорт с дипломатически статут на Светия престол и се издават от държавния секретариат. Всички те са служители на католическата църква. По принцип нямат право да имат друг паспорт или друго гражданство освен това на Светия престол, макар че изключение е направено за папа Бенедикт XVI, който запазва германското си гражданство, и папа Франциск, който запазва аржентинското. Гражданство не се получава на базата на раждане на територията на града държава. Гражданството се прекратява след прекратяване на съответната служба. Който загуби ватиканското си гражданство и няма друго, получава италианско гражданство според клаузите на латеранския договор. През 2011 година само 220 души имат гражданство, въпреки че всичките жители са повече от 800. От тях само 30 са жени.

## Инфраструктура

### Транспорт
Ватиканът има сравнително добре развита транспортна мрежа като се има предвид неговия размер, не разполага с летища и автомагистрали, но има вертолетна площадка – Ватиканския хелипорт. Тя е открита през 1976 г. и се използва за връзка на Ватикана с международните римски летища Фиумичино и Чампино и крайградската папска резиденция в Кастел Гандолфо. Ватикана е един от малкото независими държави без летище, и се обслужва от летищата на Рим.
Страната притежава железопътно разклонение с дължина от 700 m и гара, построена през 1932 г., югозападно от катедралата „Свети Петър“. Ватиканското железопътно разклонение е съединено с италианската мрежа. Използва се предимно за превоз на товари.

### Комуникации
Градът се обслужва от независима, модерна телефонна система, както и от пощенска система, която започва да функционира на 13 февруари 1929 г. На 1 август държавата започна да издава свои собствени пощенски марки, под ръководството на филателна и нумизматичният служба. Ватиканът също така има собствен интернет.
Радио Ватикана, което е организирано от Гулиелмо Маркони, предава на къси вълни, средни вълни и FM честоти, както и в Интернет. Нейните основни преносни антени са разположени на италианска територия. Телевизионни услуги се предоставят от Телевизионния център на Ватикана.

## Климат
Климатът на Ватикана е средиземноморски (Csa по Кьопен), с мека и влажна зима и горещо и сухо лято. Средните минимални температури през януари са около 4 °C, средните максимални температури през август – около 29 °C, а годишното количество на валежите – около 730 mm.